# 新烟裂碱
新烟裂碱又称假木贼因，学名3,4,5,6-四氢-2,3′-联吡啶。其为一种从海洋纽虫和长脚家蚁产生的有毒生物碱。
在结构上与尼古丁和假木贼碱相似，对中枢和外周神经系统中大多数烟碱型乙酰胆碱受体可同样起到激动剂作用。

## 作用机制和效果
新烟裂碱的亚胺离子形式可以和上述提到的大多数烟碱型乙酰胆碱受体结合，但其对于大脑的α7亚基受体和骨骼肌受体结合能力更强，导致神经细胞去极化，并诱导同时释放多巴胺和去甲肾上腺素。
新烟裂碱会使甲壳动物和昆虫瘫痪，但对脊椎动物无瘫痪作用，推测其作为外周神经烟碱型乙酰胆碱受体激动剂所导致。

## 结构
新烟裂碱结构中含有一个无芳香性的四氢吡啶环以及一个吡啶环，之间通过相互连接形成一个2,3′-联吡啶结构。在不同的pH的生理环境中有三种形式：酮式（ketone）、亚胺离子式（iminium）以及亚胺式（imine）结构。由于结构中的亚胺直接与吡啶环相连形成共轭结构，使得新烟裂碱为一个近平面分子。

## 合成
新烟裂碱由Spath和Mamoli于1936年首次合成得到。采用2-哌啶酮和苯甲酸酐反应生成N-苯甲酰哌啶酮，随后将其与烟酸乙酯（NaOEt）反应得到α-烟酰基-N-苯甲酰-2-哌啶酮。随后经过脱羧，环化以及酰胺水解就得到新烟裂碱。

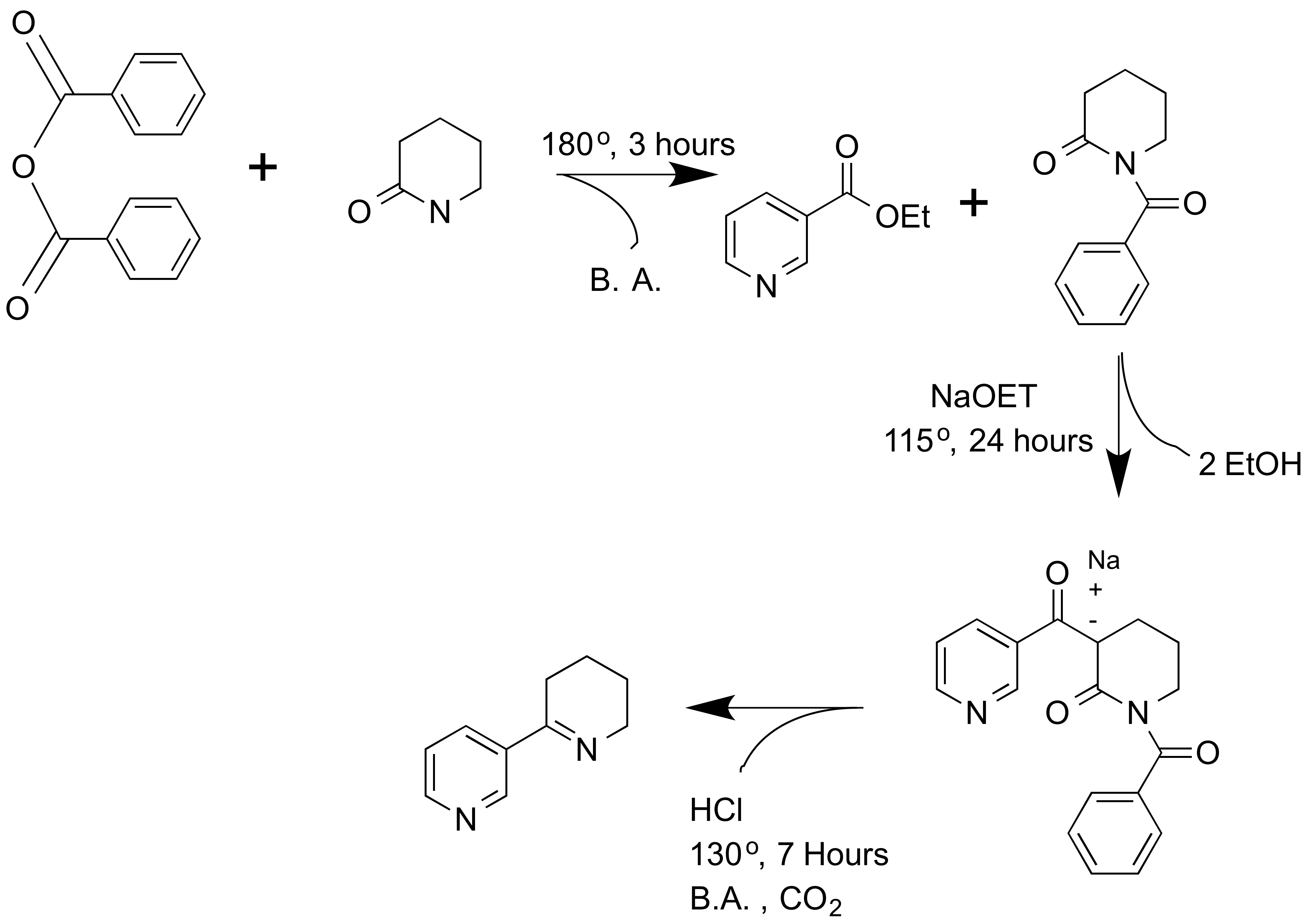
Mamoli和Spath合成新烟裂碱路线（注：图片有误，图中第二个化合物2-哌啶酮中氮原子少了一个氢原子）

后续也有研究者发明了其他合成新烟裂碱的方法。

## 衍生物
由于新烟裂碱与烟碱型乙酰胆碱受体结合几乎没有特异性，使得新烟裂碱在很大程度上被视为研究或医学中的有用工具。但对新烟裂碱分子进行修饰，可以得到α7受体特异性结合的衍生药物。如一种处于开发阶段的药物GTS-21（3-(2,4-二甲氧基苯亚甲基)新烟裂碱）被研究用于治疗与精神分裂症相关的记忆缺陷疾病。此外，对新烟裂碱中吡啶环进行修饰可得到对α3β4烟碱乙酰胆碱受体功能选择性结合的药物。